# Butsudan
Butsudan (jap. 仏壇) – japoński, świątynny lub domowy, buddyjski ołtarz-relikwiarz. Zwykle umieszcza się w nim miniaturę relikwiarza świątynnego (zushi) (w bogatych domach mogą być pozłacane lub inkrustowane masą perłową) i tabliczek z imionami przodków (ihai). Do wyposażenia butsudanu należą świece i świeczniki, puzderko i naczynie do spalania trociczek, gong i pałka do uderzania. Ołtarz zdobi się kwiatami, ryżem, warzywami, często ulubionymi potrawami przodków.

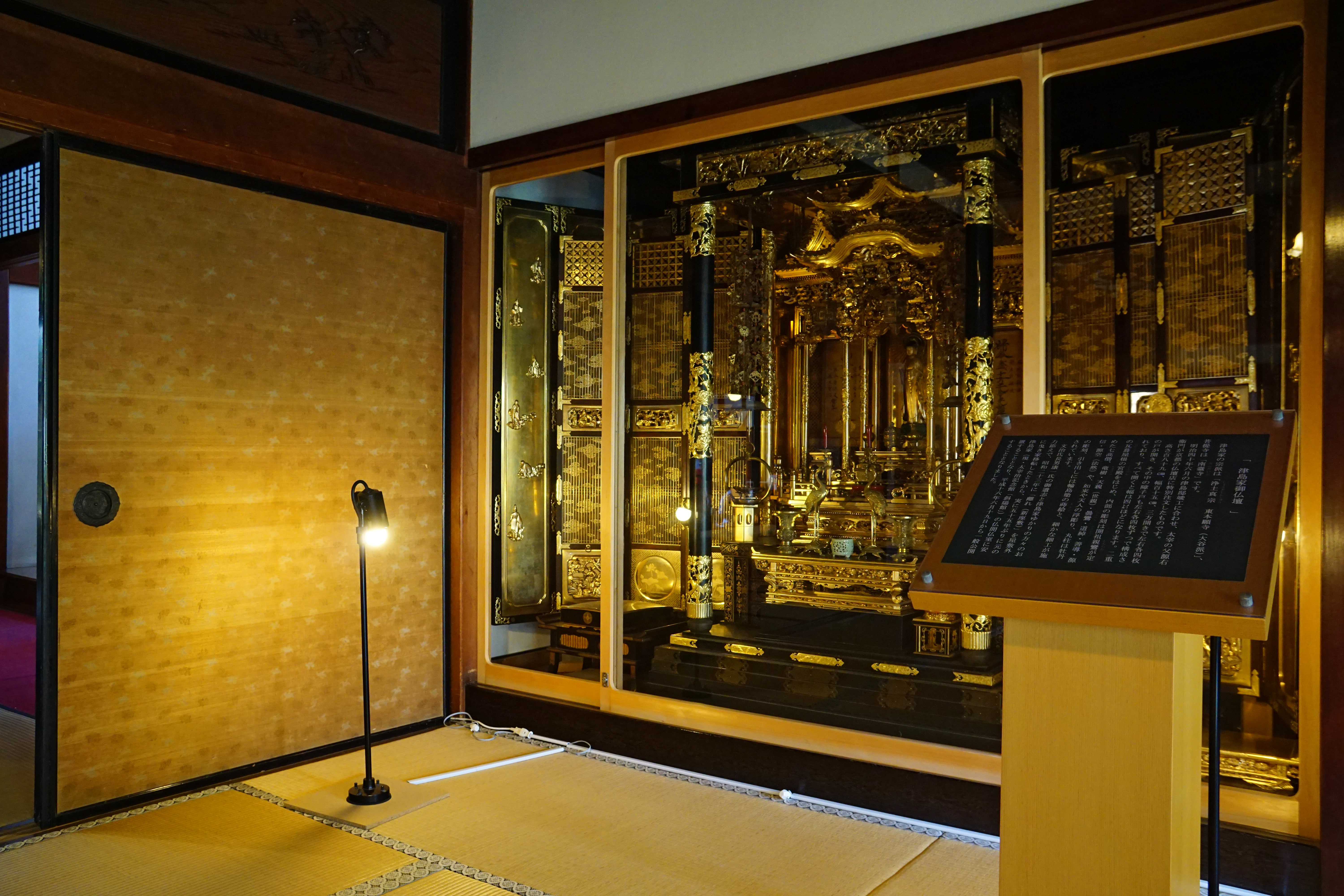
Butsudan

Najprostszym hołdem przy butsudan jest złożenie ukłonu, klaśnięcie, uderzenie w gong i zapalenie trociczki. Przy różnych okazjach zaprasza się mnicha, który przy butsudanie recytuje sutry.
Znaczenie dosłowne: "półka Buddy" (butsu – Budda, dan – półka).